# Verena Pfisterer

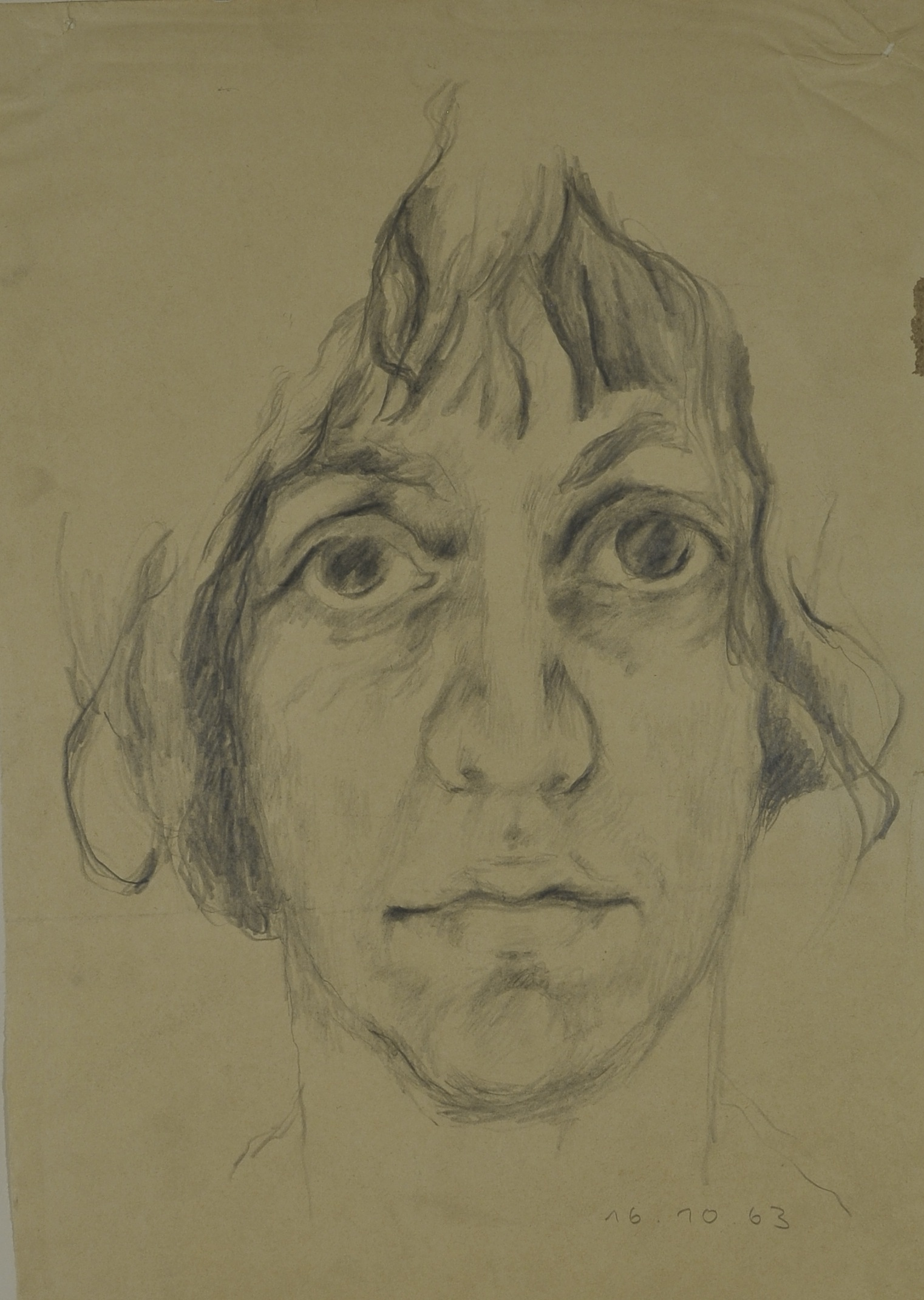
Selbstporträt (1963)

Verena Wagner-Pfisterer (* 8. Oktober 1941 in Fulda; † 29. Mai 2013 in Berlin) war eine deutsche Künstlerin und Wissenschaftlerin.

## Leben

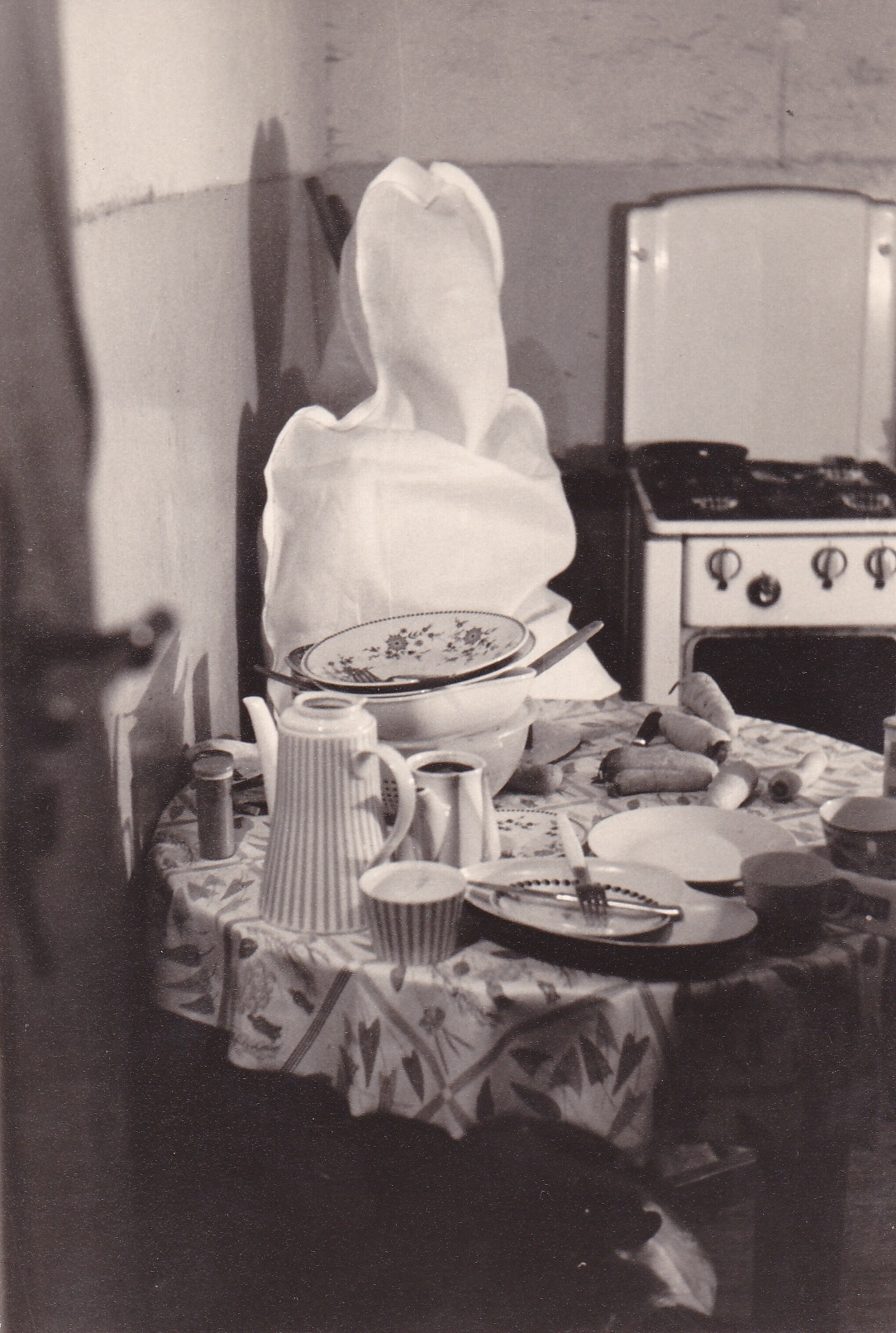
Inszenierte Kunstfotografie von 1967

Verena Pfisterer wurde 1941 in dem katholisch geprägten osthessischen Fulda geboren. Sie war die Tochter von Otto Ferdinand und Henriette Pfisterer, geborene Lücke. Ihr Vater starb kurz vor ihrer Geburt als Wehrmachtsangehöriger im Zweiten Weltkrieg, ihre Mutter erlag dem Krebs, als Pfisterer 17 Jahre alt wurde. Väterlicherseits entstammte sie einer Arbeiter- und Handwerkerfamilie, mütterlicherseits zählten Schriftsteller, Ärzte und Kaufleute zur Familie.
1958 trat sie dem „Jungen Kunstkreis“ (u. a. mit Franz Erhard Walther) ihrer Heimatstadt unter Karlfried Staubach (Kunsterzieher) bei. Nach der Schulzeit war Pfisterer für ein Semester an der Werkkunstschule in Offenbach/Main (1960) eingeschrieben, um dann für fünf Semester (1960–1963) an der Städelschule in Frankfurt/Main eine Klasse für freie Malerei zu besuchen.
Bereits vor ihrer Teilnahme am „Jungen Kunstkreis“ (JuKu) nähte sie selbstentworfene Kleider, malte, schrieb Romane und führte Tagebuch.
Der JuKu gewährleistete die soziale Anbindung an eine Gruppe von Gleichaltrigen, die sich ebenfalls für Kunst interessierten. Mit einem Jugendfreund durchlief sie ihre weiteren Stationen der künstlerischen Bildung. „So bezeichnete Walther die Künstlerin als eine frühe und gleich gesinnte Gefährtin im Zentrum des Umbruchs eines überkommenen Kunstverständnisses. Nach dem parallelen Besuch von Kunstschulen und Akademien habe Verena mit Objekten wie dem ‚Liebesperlenwürfel‘, dem ‚Silberfallen‘ und dem ‚Lichtbrunnen‘ so bekannte Künstler wie Sigmar Polke, Eva Hesse und Reiner Ruthenbeck beeinflusst.“

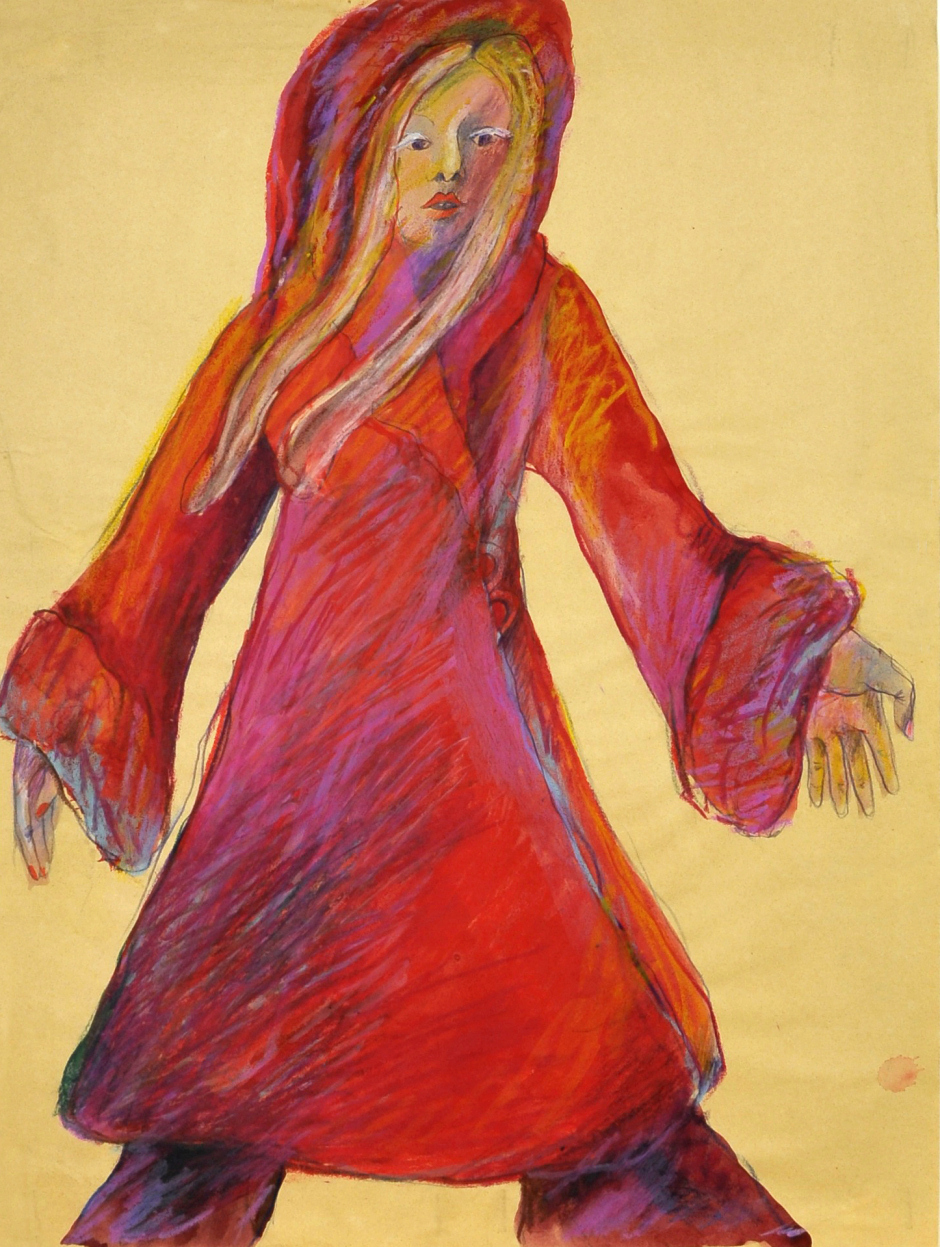
Modezeichnung, 1967?

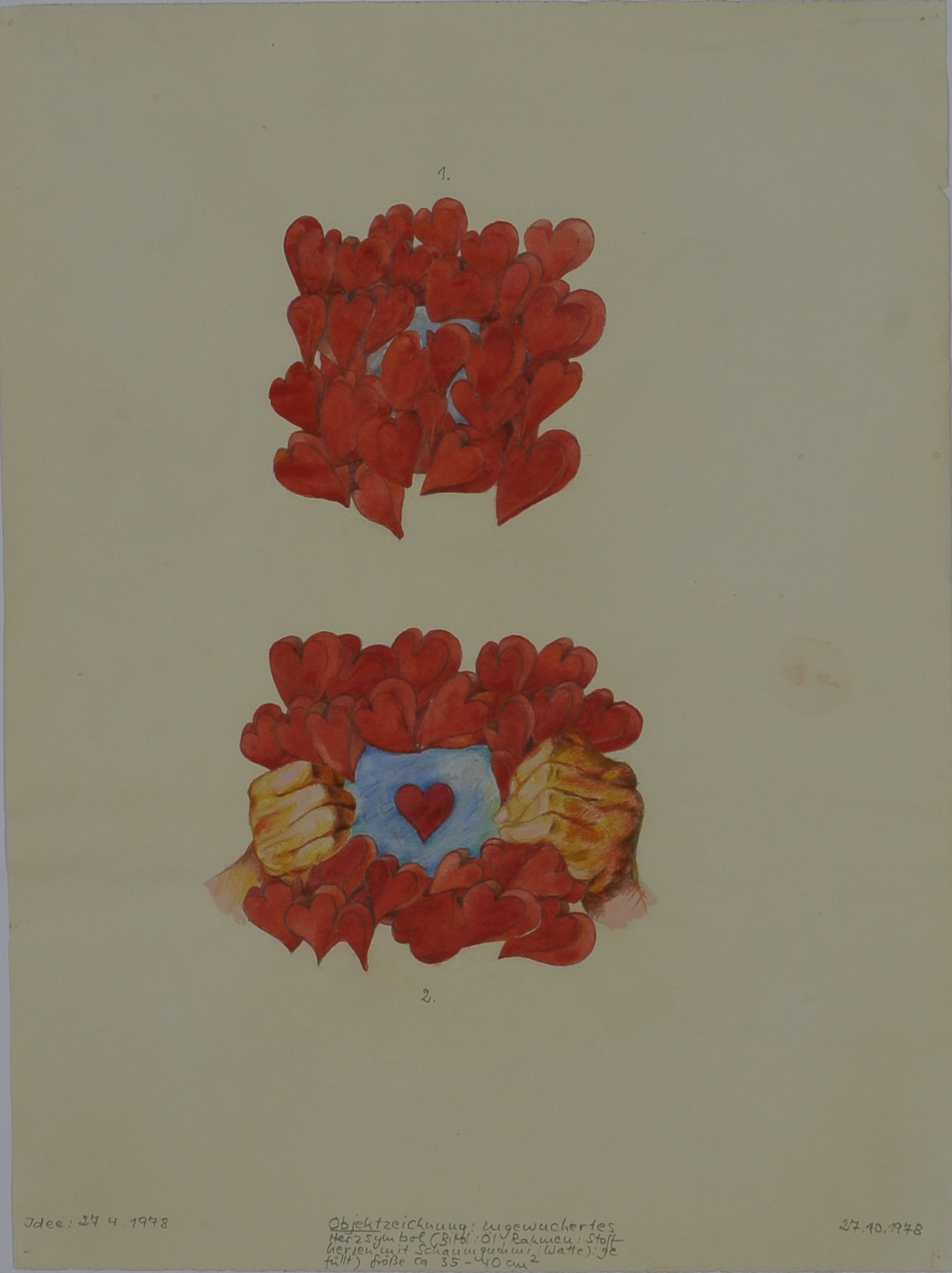
Herzsymbol, 1978

1963 wechselte sie an die Kunstakademie Düsseldorf (Aktionen mit Immendorff, Beuys, …) zu Gerhard Hoehme. Als akademische Kunstmalerin zog Pfisterer 1967 nach West-Berlin und absolvierte eine Ausbildung zur Beschäftigungstherapeutin. In diesem Beruf arbeitete sie bis 1975 in der Karl-Bonhoeffer-Nervenklinik. Zwischen 1975 und 1985 studierte sie an der Freien Universität Berlin im Hauptfach Soziologie (Diplom-Arbeit in Soziologie: Vergleichende Untersuchungen zum Begriff des Individuums) und schloss das Doktorstudium (Psychologie) mit einer Promotionsarbeit über das „Verhältnis von Erkenntnis und Weltanschauung“ ab.
1967 ging sie nach Berlin, da sie sich in Fulda nicht aufgenommen fühlte, und wohnte die erste Zeit in Berlin-Schöneberg, zog dann nach Moabit, bekam ein Kind, heiratete und gründete einen Kinderladen. 1977 wurde Berlin-Steglitz zu ihrem endgültigen Wohnsitz. In dieser Zeit begann sie auch aktiv in der Friedensbewegung mitzuwirken.
In den 1980er-Jahren illustrierte Pfisterer u. a. die Zeitschrift „Frauenschule“ und wirkte bei Film- und Radioprojekten ihres Fuldaer Freundes Helmut Kopetzky mit, zum Beispiel „In den Tod – Hurra“ (Kleines Fernsehspiel des ZDF von 1983 über die „Jugendregimenter“ des Ersten Weltkriegs) und „Leichenschmaus im Café Exit – Gespräche über den Tod“ (NDR 2006).
Anfang der 1990er-Jahre stellte sie erstmals ihre Arbeit an eigenen Kleidungsstücken ein und leitete offene Zeichenkurse für Menschen, die sich für eine Aufnahme an Kunsthochschulen bewarben oder lediglich einzelne Techniken vermittelt bekommen wollten. Für den Bereich Steglitz-Zehlendorf arbeitete sie als Parteimitglied der Linken (Kasse, Standbetreuung, …). Zeitgleich entdeckte sie in der Fotografie ein weiteres Kunstfeld. Für ihr Buch „Fotografie und Alltag“ (2006) fotografierte sie Straßenkreuzungen, Schaufenster, Hinterhöfe, Abrisshäuser und ähnliche Motive. Diese stellte sie Zitaten von Schriftstellern und Bekannten zum Thema Alltag und Fotografie gegenüber. Ihre besondere Perspektive markierte sie in der Einleitung mit den Worten des Philosophen Henri Lefebvre: „Den Reichtum offenbaren, der unter der scheinbaren Armut des Alltäglichen versteckt ist, die Tiefe unter der Trivialität enthüllen, das Außergewöhnliche des Gewöhnlichen erfassen …“. Sie wirkte bei weiteren Bucherscheinungen über den JuKu oder West-Berlin mit. In ihrer wissenschaftlichen Arbeit konzentrierte sie sich auf die Zeit des Nationalsozialismus, die Frauengeschichte und ihre Heimatstadt Fulda.
2001 wurde sie von der Berliner Galerie Kienzle & Gmeiner wiederentdeckt, weitere Ausstellungen (z. B. 2004 im Mumok, Wien) folgten. „In den Sechzigern arbeitete Pfisterer im Zentrum der jungen Avantgarden“, hieß es im Katalog der Wiener Ausstellung. Sie „entwickelte eine unverwechselbare ästhetische Qualität, die durch außerordentliche handwerkliche Fertigkeiten geprägt ist“. Der Autor eines Ausstellungs-Katalogs der Galerie Kienzle & Gmeiner stellte 2001 fest, ihre Werke wirkten „heute wieder erstaunlich aktuell, wenn man Arbeiten jüngerer Künstlerinnen“ betrachte.
Anlässlich ihres Todes würdigte das Vonderau Museum in Fulda 2014 ihre Arbeit mit einer Einzelausstellung.

## Werk

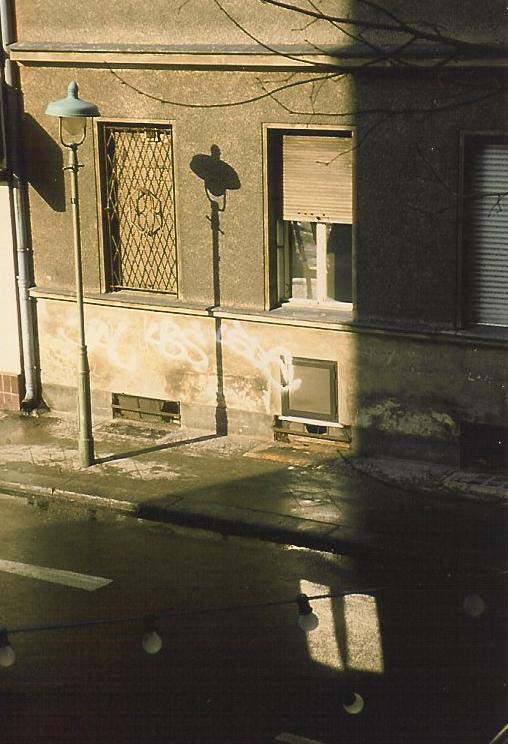
Laternenschatten, Heesestraße, Berlin-Steglitz, 1993

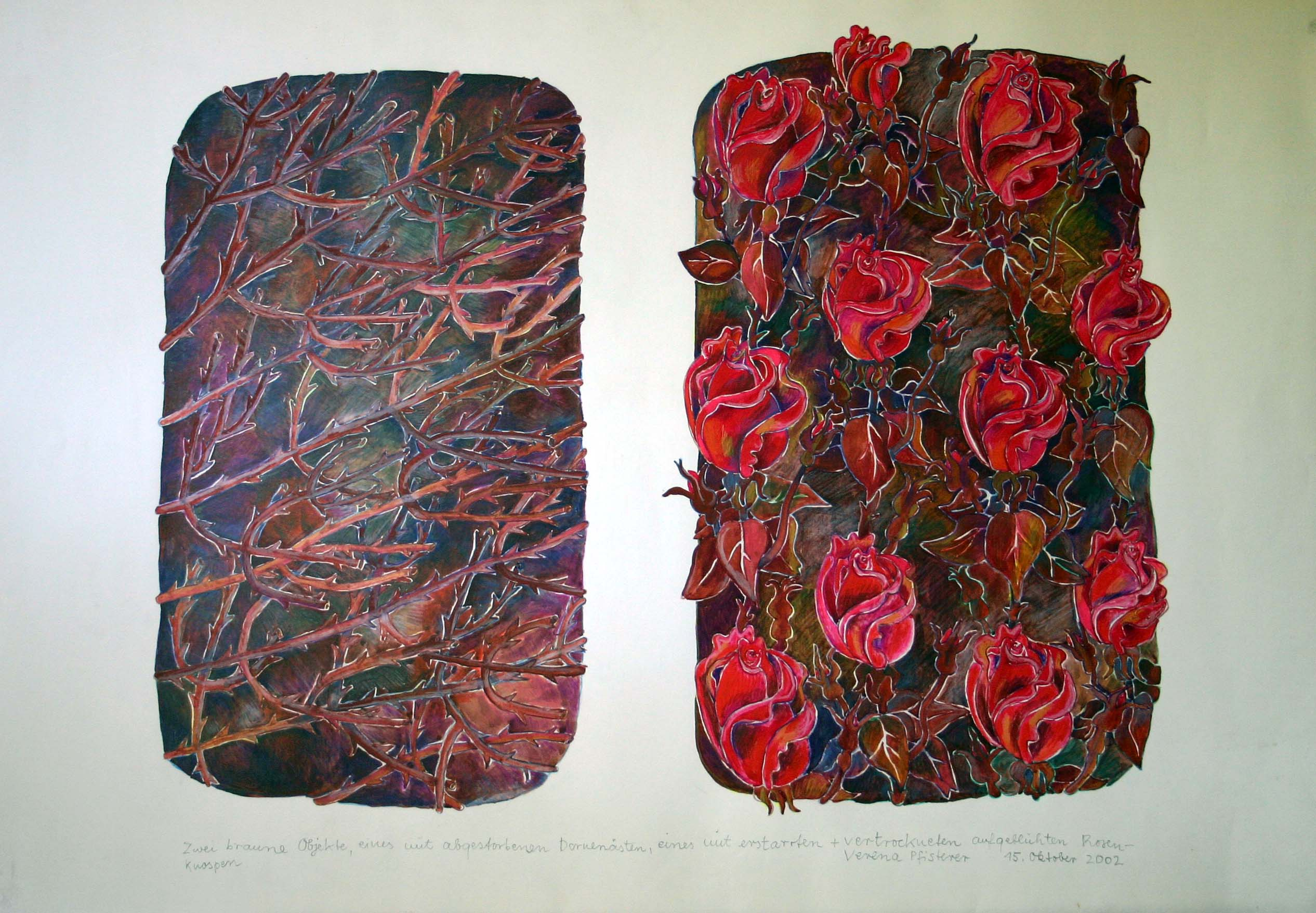
Abgestorbene Dornenäste, erstarrte und vertrocknete aufgeblühte Rosenknospen, 2002

Verena Pfisterer arbeitete vorwiegend naturalistisch (gegenständlich), sie war fasziniert von Gegensätzen (Außen- und Innenwelt, Leben und Tod, Ernsthaftigkeit und Humor, Symbolen und deren Bedeutung).
Grob lassen sich ihre Arbeiten in Fotografien, Modezeichnungen, Objekte, Architekturzeichnungen und „reine“ Zeichnungen unterteilen.
Besonders faszinierte sie die Wirkung von Glas und Licht (Lichtbrunnen, Lichtsäulen, …) in ihren Raumentwürfen.

„Als ich zum ersten Mal die Architekturmodelle Constants sah, überkam mich eine große Angst. Constant hatte die Freiheit gelassen, die gegebenen Raumintensitäten in einer je genehmen Ausdehnung zu denken. Bereitwilligst nahm sich meine Phantasie dieser Möglichkeit an und ohne Übergang sah ich mich plötzlich gezwungen, unendlich seiende Strecken gelben Glases abzuwandern und unter einer gleisenden Sonne auf blendende, heiße, frei im Raum stehende Metallmauern zu stoßen, und dahinter und zur Seite noch immer eine Unendlichkeit gelben Glases …“

Viele ihrer Objektzeichnungen wurden nachgebaut, sie gab in den Entwürfen Material und Größen vor. Es entstanden unter anderem Kunstgegenstände, die vibrieren und Geräusche erzeugen. Einige Holzkästen, die als Front eine farbige Glasscheibe eingesetzt bekamen, reagierten auf Lautstärke und Bewegung mit Licht in unterschiedlichen Intervallen und Intensitäten. Häufig wurden Plexiglas, Gießharz, Holz und Metall verwendet.
Pfisterer liebte die Interaktion zwischen den Betrachtern und ihren Kunstobjekten und als Dokumentation dieser Auseinandersetzungen entstanden neben Fotografien auch Filmaufnahmen. Die Aufnahmen zeigen meist kunstferne Menschen, die sich mit Pfisterers Objekten beschäftigen. So sieht man beispielsweise einen jungen Mann, der an einem Geräuschkasten lauscht, während er eine Spiralfeder in Schwingung versetzt, oder Kinder mit genähten Kreuzen beim Schwertkampf.
Die Alltagsfotografien sammelte sie seit 1975 in speziellen Ordnern, es wurde nicht nur Zeitgeschichte festgehalten. Pfisterer dokumentierte mit Vorliebe Subkultur, übertrieben arrangierten Kitsch und Verfall. Erste inszenierte Kunstfotografien entstanden ab 1967. Auf einem dieser Werke ist eine Menschenpuppe an einem Esstisch zu sehen, mit einer Kapuze, die den gesamten Körper überzieht.
Unter dem Titel „Eiskristall 62“ führte Pfisterer eine Kunstidee in wiederkehrenden Abständen bis an ihr Lebensende fort. Pfisterer ließ sich zu Beginn der 1960er Jahre mit weißen Stempelabdrücken (Blumen/Eiskristalle) im Gesicht fotografieren. Durch die Wiederholung ähnlicher Aufnahmen wollte sie ihr Erscheinungsbild in den einzelnen Altersstufen festhalten. Ebenso war ihr die Fortführung der „Blumenkranzbilder“ wichtig. Pfisterer band Kränze aus Plastikblumen und ließ Menschen damit posieren.
Neben ihrer künstlerischen und wissenschaftlichen Arbeit fertigte sie „Alltagsbücher“ an. Dafür sammelte sie beispielsweise Zeitungsausschnitte, Werbegeschenke, Fotografien oder Weihnachtsschmuck und fügte die einzelnen Gegenstände in Alben, die jeweils Eindrücke eines Jahres zusammenfassten, collagenhaft aneinander. Angeregt durch ihre Ausbildung zur Beschäftigungstherapeutin (Ergotherapeutin) fertigte sie zudem Puppen oder geschnitzte Figuren (z. B. Marionettenpferde) an, die phantasievoll aus Büchern von E. T. A. Hoffmann und Märchen entsprungen zu sein scheinen. „Ich bin ein Märchenmensch, darum muß ich die Realität grotesk gesteigert erleben.“ (Verena Pfisterer, Tagebuch von 1959)

## Ausstellungen
Neben einigen Ausstellungen mit befreundeten Künstlerinnen und im Zusammenhang mit dem JuKu gab es weitere:
- 1960: „Schwarz – Weiß“, mit Deisenroth, Pfisterer, Walther, Mercié, ..., Galerie Junge Kunst, Fulda
- 1966: „Frisches“, Aktion mit Beuys, Immendorf, Pfisterer und Walther
- 1971: Junge Kunst Baden-Baden, "Gruppenarbeiten", Staatliche Kunsthalle
- 1973: "Elementare Plastiken" in der Galerie Paramedia, Berlin
- 1974: Multiples. Ein Versuch, die Entwicklung des Auflagenobjekts darzustellen, Neuer Berliner Kunstverein, Berlin
- 2001: Verena Pfisterer – Galerie Kienzle & Gmeiner, Berlin
- 2002: Verena Pfisterer – Räume 1966, Galerie Kienzle & Gmeiner, Berlin
- 2002: "Selbstbildnisse", Kallmann-Museum, München
- 2003: The Daimler-Crysler-Collection – ZKM (Museum für Neue Kunst) Karlsruhe und Berlin
- 2004: Kurze Karrieren, Museum Moderner Kunst Stiftung Ludwig (MUMOK), Wien
- 2007: Einzelausstellung, Kunsttreppe Fulda
- 2008: Artforum Berlin – Out of Line
- 2010: 11. Triennale Fellbach Kleinplastik 2010 – Larger Than Life – Stranger Than Fiction
- 2010: Minimalism Germany, 1960‛s (Daimler Contemporary Art Collection)
- 2012: Family Theater, Brandenburgischer Kunstverein, Potsdam
- 2013: Künstler des Jungen Kunstkreises – Vonderau Museum, Fulda
- 2014: Happy Birthday Franz! – Galerie Jocelyn Wolff, Paris
- 2014: Verena Pfisterer – Werke und Dokumente, Vonderau Museum (24. Oktober 2014 bis 1. März[3] 2015), Fulda
- 2015: Verena Pfisterer, Galerie Exile, Berlin
- 2016: Art Cologne, Köln
- 2016: Aktionen an Arbeiten von Verena Pfisterer, Galerie Exile, Berlin
- 2017: Bestandsaufnahmen 1970–1990, mit Hauswald, Pfisterer, Matthess, ..., Projektraum Schneeeule, Berlin
- 11. November 2018–7. April 2019: Bildhauerinnen. Von Kollwitz bis Genzken. Kunsthalle Vogelmann in Kooperation mit dem Gerhard-Marcks-Haus und den Museen Böttcherstraße, Heilbronn und Bremen

## Sammlungen
- The Daimler-Crysler-Collection
- Sammlung Deutsche Bank
- Museum Ludwig (Köln)
- Kienzle Art Foundation
- Vonderau Museum Fulda
- Sammlung Heide Berg-Raab

## Werke
- Erkennen und Weltanschauung: die Nichthaltbarkeit der These von der Unmittelbarkeit des Erkennens, Dissertation an der Freien Universität Berlin, 1985.
- Verena Wagner-Pfisterer: Fotografie und Alltag. BoD, Norderstedt 2006, ISBN 3-8334-6264-7.

## Literatur

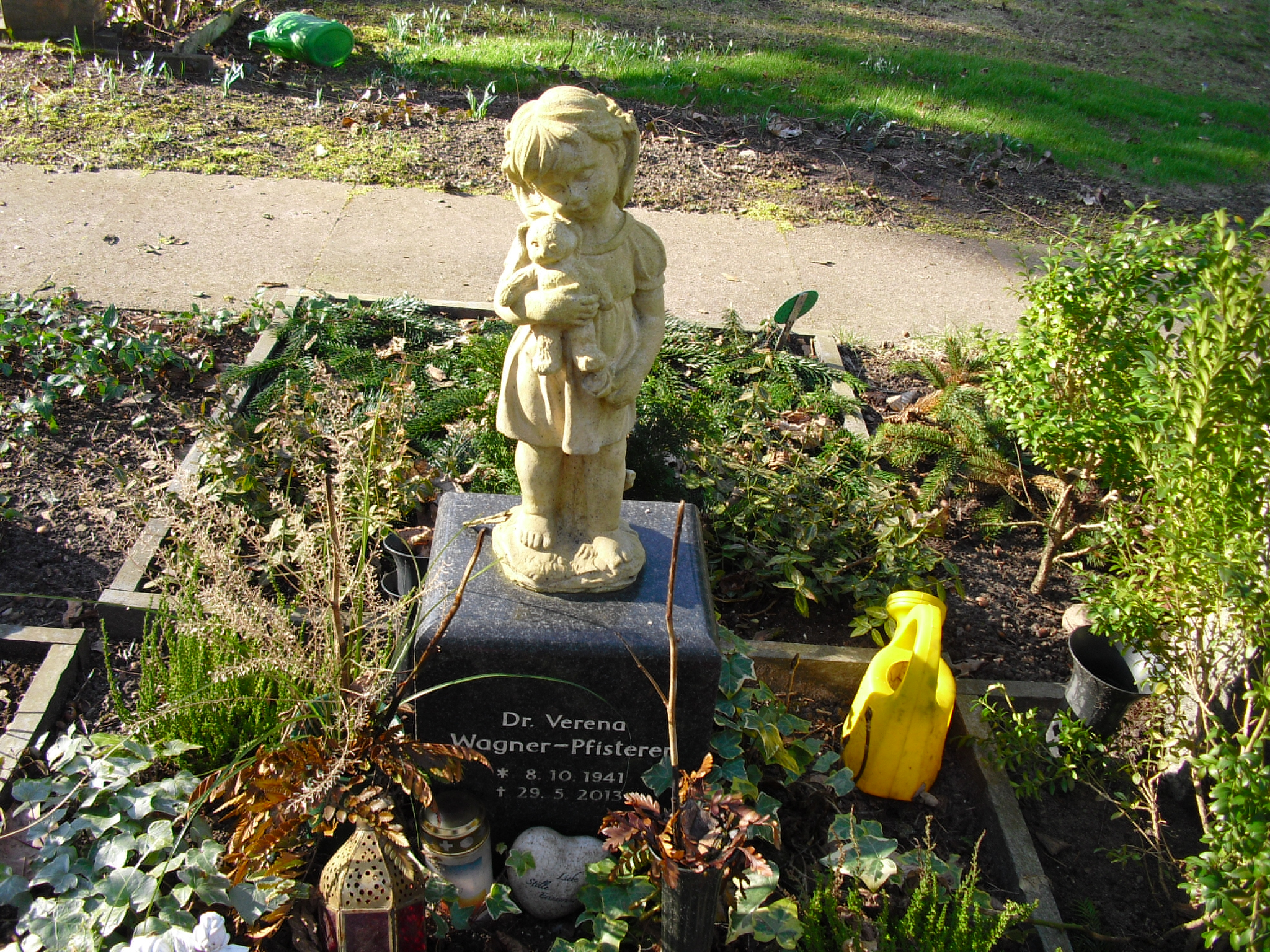
Grabstein auf dem Friedhof Steglitz